# تاتسوهیکو نوگوچی
تاتسوهیکو نوگوچی (ژاپنی: 野口 竜彦؛ زادهٔ ۲۰ نوامبر ۱۹۹۷) یک بازیکن فوتبال اهل ژاپن است.
از باشگاه‌هایی که در آن بازی کرده‌است می‌توان به باشگاه فوتبال فاگیانو اوکایاما اشاره کرد.